# Regierung Geens III
Die Regierung Geens III war die dritte flämische Regierung. Sie amtierte vom 3. Februar 1988 bis zum 18. Oktober 1988. Ihr gehörten sechs Minister der Christlichen Volkspartei (CVP) und drei Minister der Partei für Freiheit und Fortschritt (PVV) an.

## Zusammensetzung
Dem Kabinett gehörten folgende Minister an:
| Amt                                                                                              | Name              | Partei | Beginn der Amtszeit | Ende der Amtszeit |
| ------------------------------------------------------------------------------------------------ | ----------------- | ------ | ------------------- | ----------------- |
| Vorsitzender der Exekutive und Gemeinschaftsminister für Wirtschaft                              | Gaston Geens      | CVP    | 3. Februar 1988     | 18. Oktober 1988  |
| stellvertretender Vorsitzender der Exekutive und Gemeinschaftsminister für Finanzen und Haushalt | Louis Waltniel    | PVV    | 3. Februar 1988     | 18. Oktober 1988  |
| Gemeinschaftsminister für Soziales, Familie und Gesundheit                                       | Jan Lenssens      | CVP    | 3. Februar 1988     | 18. Oktober 1988  |
| Gemeinschaftsminister für Arbeit, Ausbildung und den Öffentlichen Dienst                         | Theo Kelchtermans | CVP    | 3. Februar 1988     | 18. Oktober 1988  |
| Gemeinschaftsminister für Kultur                                                                 | Patrick Dewael    | PVV    | 3. Februar 1988     | 18. Oktober 1988  |
| Gemeinschaftsminister für Umwelt, den ländlichen Raum und kleine und mittlere Unternehmen        | Jos Dupré         | CVP    | 3. Februar 1988     | 18. Oktober 1988  |
| Gemeinschaftsminister für Bildung und Brüsseler Angelegenheiten                                  | Hugo Weckx        | CVP    | 3. Februar 1988     | 18. Oktober 1988  |
| Gemeinschaftsminister für innere Angelegenheiten und Raumordnung                                 | Ward Beysen       | PVV    | 3. Februar 1988     | 18. Oktober 1988  |
| Gemeinschaftsminister für Wohnungen                                                              | Paul Breyne       | CVP    | 3. Februar 1988     | 18. Oktober 1988  |